# 殺戮指令
《殺戮指令》（英語：Kill Command，或記作）是一部2016年英國科幻動作驚悚片，由史蒂芬·戈梅茲執導和編劇。電影主演包括凡妮莎·寇比、托爾·林德哈特、大衛·阿賈拉、麥克·諾布爾、賓利·卡盧、湯姆·麥凱、歐希·奧克洛和凱莉·高福。該片於2016年5月13日在英國上映。

## 劇情
故事設定於先進的未來世界，人類時常依賴機器人完成各種任務。某日，擅長掃描和開發機器人的女技術程序員受公司命令，隨一支菁英部隊到一座島上進行訓練；但意外地遭到當公司在島上駐紮的機器人襲擊，在與其對抗的過程中才發現該機器人的領袖將自身的學習指令更改成將眼前人類殘殺殆盡的指令....。

## 演員
- 凡妮莎·寇比飾演米爾絲（Mills）
- 托爾·林德哈特飾演朴克斯隊長（Captain Bukes）
- 大衛·阿賈拉（英语：David Ajala）飾演迪瑞夫特（Drifter）
- 賓利·卡盧飾演羅賓森（Robinson）
- 麥克·諾布爾飾演古德溫（Goodwin）
- 湯姆·麥凱飾演卡特比爾（Cutbill）
- 凱莉·高福（英语：Kelly Gough）飾演哈克特（Hackett）
- 歐希·奧克洛飾演洛夫特斯（Loftus）
- 黛博拉·羅森飾演實驗室技術員
- 提姆·艾亨飾演公司主管 (Harbinger Exec)
- 達米安·凱爾飾演溫德爾（Winder）

## 反響
電影獲得了褒貶不一的評價。爛番茄新鮮度67%，在9篇專業評論中，6篇正評，3篇負評；平均得分5.2／10，但觀眾的部分則僅有37%。

## 外部連結
- 互联网电影数据库（IMDb）上《殺戮指令》的资料（英文）
- 爛番茄上《殺戮指令》的資料（英文）
- 豆瓣电影上《殺戮指令》的資料 （简体中文）